# トールティンバーショートラインズ
トールティンバーショートラインズ(Tall Timber Short Lines)は、森林鉄道及びショートライン専門でOso出版から刊行されているアメリカ合衆国の鉄道雑誌。
この雑誌は森林鉄道の模型化と森林鉄道の歴史の双方について鉄道模型愛好家のために書かれている。1983年の1.2月号が創刊であり、以降年に4-6冊刊行している。

## エバーグリーンヒルズデザイン
出版元のOso出版はエバーグリーンヒルズデザイン(Evergreen Hills Design)という名称でHOスケールとOスケールの鉄道模型を販売している。
ストラクチャーと貨車のキットをラインナップしているが、いずれも雑誌に沿った森林鉄道やショートラインが題材である。